# Dombeya populnea
Dombeya populnea là một loài thực vật có hoa trong họ Cẩm quỳ. Loài này được (Cav.) Baill. mô tả khoa học đầu tiên năm 1872.